# Polyscias sechellarum
Polyscias sechellarum är en araliaväxtart som beskrevs av John Gilbert Baker. Polyscias sechellarum ingår i släktet Polyscias och familjen araliaväxter. Inga underarter finns listade.  Tidigare i släktet Gastonia som Gastonia sechellarum.